# Epiactis fernaldi
Epiactis fernaldi är en havsanemonart som beskrevs av Daphne G. Fautin och Liang Chi Chia 1986. Epiactis fernaldi ingår i släktet Epiactis och familjen Actiniidae. Inga underarter finns listade i Catalogue of Life.